# Jean du Bellay
Jean kardinal du Bellay, francoski rimskokatoliški duhovnik, škof in kardinal, * 1492, Souday, † 16. februar 1560.

## Življenjepis
12. februarja 1524 je bil imenovan za škofa Bayonneja in 16. septembra 1532 za škofa Pariza.
21. maja 1535 je bil povzdignjen v kardinala, čez 10 dni (31. maja) pa je bil imenovan za kardinal-duhovnika S. Cecilia.
1. novembra 1542 je bil imenovan za škofa Le Mansa. Temu so sledila tri imenovanja kardinala-duhovnika: S. Pietro in Vincoli (26. oktober 1547), S. Adriano al Foro (9. april 1548) in S. Crisogono (25. februar 1549) in imenovanje za kardinal-škofa škofa Albana 28. februarja 1550. 16. marca 1551 je odstopil iz položaja škofa Pariza. 
Nato je bil trikrat imenovan za kardinal-škofa: škofija Frascati (29. november 1551), škofija Porto e Santa Rufina (11. december 1553) in škofija Ostia (29. maj 1555).
27. julija 1556 je odstopil kot škof Le Mansa.